# Jardim Brasil (Vila Medeiros)
Jardim Brasil é um bairro da cidade de São Paulo, situado no distrito de Vila Medeiros, na zona norte da cidade.
É um bairro plano, a dois quilômetros da  Rodovia Fernão Dias (BR-381), sendo vizinho do Parque Edu Chaves, Vila Medeiros, Jardim Julieta e Vila Sabrina.
O bairro foi fundado no início do século XX, em 1913, quando toda a região era uma fazenda de propriedade do famoso aviador Eduardo Pacheco Chaves. O jovem Edu Chaves, aproveitando-se da topografia plana da região, tinha planos de abrir uma escola de aviação na área, porém, devido a dívidas familiares, teve que vender a fazenda para a Companhia Agrícola Imobiliária do Brasil, que por sua vez loteou a região.  

## Características

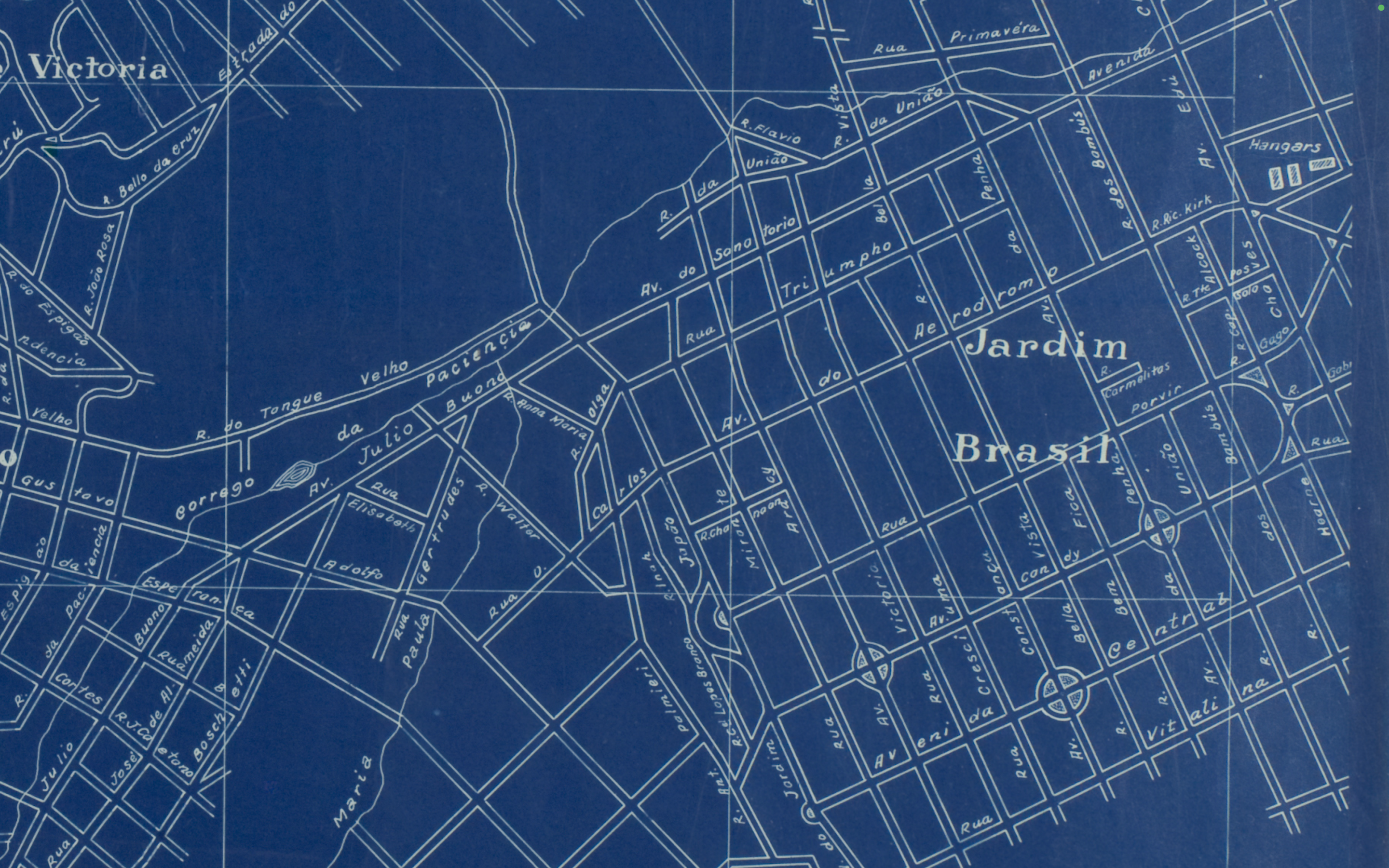
Primeiras vias do bairro, planta oficial da cidade de 1930.

Possui a característica de ter, em maior parte, ruas retas e paralelas, com cruzamentos perpendiculares. Suas principais avenidas são: Jardim Japão, Roland Garros, Mendes da Rocha, Julio Buono, Basílio Alves Morango, Antenor Navarro e Edu Chaves.
O bairro conta com o Supermercado Bergamini, localizado na avenida Roland Garros, entre as avenidas Edu Chaves e Mendes da Rocha (no fim do bairro) podem ser encontradas grande variedade de lojas de vestuário, relojoarias, lojas de variedades, pizzarias, padarias, farmácias, pet shops, bancos e postos de gasolina.

### Serviços Públicos
No cruzamento das avenidas Francisco Peixoto Bizerra e Antenor Navarro existe a Unidade Básica de Saúde e o AMA Jardim Brasil. Já no cruzamento das avenidas Jardim Japão e Roland Garros há a Escola Municipal Maria Helena Faria Lima, administrado pelo governo do município.
É classificado pelo CRECI como "Zona de Valor E", assim como outros bairros da capital: Itaquera e Itaim Paulista.